# 堀江奈々
堀江 奈々（ほりえ なな、1977年12月8日 - ）は、日本の元女優、元タレント。ビッグアップルに所属していた。東京都出身。堀越高等学校出身。

## 来歴・人物
当時（1995年）公表していたサイズは、身長158cm、B80cm、W58cm、H82cm。血液型はB型。
所属していたビッグアップルの関係者に誘われて芸能界入りし、雑誌モデルとして活動を開始。1993年、TBSテレビドラマ『課長サンの厄年』でドラマデビュー。映画デビューは同じく1993年公開の『クレープ』。
年の離れた姉と兄がいる。
特技はバレーボール、バスケットボール、サッカー。

## 出演作品

### テレビドラマ
- テキ屋の信ちゃん3「おふくろ慕情編」（1993年）
- 課長サンの厄年（1993年）
- NHK正月スペシャルドラマ 五右衛門（1994年）-おさん 役[8][3]
- 妖蝶キリコ（1994年）
- アリよさらば（1994年） - 瀬川ゆかり[3]
- オ・ト・ナにして 〜コンプレックス・ブルー（1995年）[3]
- ハートにS 第2話「マネ」（1995年）
- 付き馬屋おえん事件帳 第3シリーズ 第11話「羅生門河岸の女」（1995年）
- 夏!デパート物語（1995年）
- 剣道少女（1995年）[3]
- TOKYO23区の女 第6話「中央区の女」（1996年）
- おふくろの挑戦（1996年）
- 金曜エンタテイメント「セント・メリーのリボン」[9][3]
- 水戸黄門 第25部 第42話「お銀が結んだ父子紬・結城」（1997年10月20日） - お絹 役
- 炎の奉行 大岡越前守（1997年） - お鹿
- 快刀!夢一座七変化 第12話「幻の集団 怪盗七福神現わる」（1997年） - おちか
- なんじゃもんじゃの木の下で 〜時をこえたラブレター〜（1997年）
- 氷炎 死んでもいい（1997年） - 松戸香津子
- 校長がかわれば学校が変わる（1997年）
- 婦人捜査官・小森友子（1998年）
- お気らく主婦の大冒険2（1998年）
- 大岡越前 第15部 第19話「花は知っていた」（1999年） - お米(よね)
- 猟犬探偵・竜門卓（1999年）
- 水戸黄門 (第22-28部) | 第27部 第1話「旅のはじめの恋騒動 - 水戸・岩城 -」（1999年3月22日） - おりん 役
- 舞妓さんは名探偵! 第1話「京都祇園連続殺人」（1999年） - 信子
- 南町奉行事件帖 怒れ!求馬II 第11話「お見合いにご用心!」（1999年） - 琴江
- 葵 徳川三代（2000年） - 古五
- 弁護士芸者のお座敷事件簿 第5作「信州上山田温泉連続殺人事件」（2000年）
- 八丁堀の七人 第1シリーズ 第4話「疑惑の目撃者!?女心…裏切られた初恋」（2000年） - おすみ
- 児童虐待調査官・百瀬なつきの事件ファイル（2000年）
- オヤジ探偵 第1シリーズ 第3話「路地裏の殺人!! 鴨川の夜に謎」（2001年） - 豊川かえで
- 水戸黄門 第29部 第25話「陰謀と裏切りの果てに・江戸・水戸」（2001年） - おきぬ
- ウルトラマンコスモス　(2001年)　‐ 吉井ユカリ

### 映画
- クレープ（1993年） - みのり
- 人でなしの恋（1995年） - 村上かよ[10][11]
- ウルトラマンコスモスVSウルトラマンジャスティス THE FINAL BATTLE (2003年)　‐ 吉井ユカリ

### バラエティ
- ムーブ・三宅裕司の!どこが違うの?（1993年、TBS）- 準レギュラー[6]
- パッパラ!パラダイス 朝から早坂（1994年）[3]
- マクロス最速発進!!（1994年） - 司会（ラサール石井と共同）
- 天使のU・B・U・G（1994年 - 1995年）[3]
- クイズ!年の差なんて（1996年）
- はなきんデータランド（テレビ朝日）[2][3]
- A・S・O・C・O（テレビ朝日）[6]

### CM
- ケンタッキーフライドチキン[3]
- 進研ゼミ[3]
- カルビー「焼きシャリ」[3]